# Villy Dyhr
Villy Dyhr (født 28. juni 1964 i Silkeborg) er en dansk forbundssekretær og debattør, der er tidligere politisk aktiv i Socialistisk Folkeparti. 
Dyhr er uddannet cand.scient. i geofysik, matematik og fysik fra Aarhus Universitet i 1994 og HD i organisation og ledelse fra Handelshøjskolen i København i 1999. Han var fra 1996 til 1999 ansat som rådgiver i KPMG, hvorefter han blev forbrugerpolitisk chef i Forbrugerrådet. Fra 2006 til 2007 var han public affairs-manager i Burson-Marsteller, og fra 2007 til 2009 CSR-direktør i DONG Energy. Siden august 2009 har han været forbundssekretær i HK/Danmark. Fra 2001 til 2007 har han desuden været ekstern lektor ved Copenhagen Business School.
Han har været aktiv i Socialistisk Folkeparti fra 1985 til 2005 og er gift med nuværende formand for partiet, Pia Olsen Dyhr. 
Sammen med Helle Thorning-Schmidt, Tine Aurvig Brøndum, Morten Bødskov og Lars Olsen skrev han i 2002 debatbogen Forsvar for fællesskabet. I 2004 var han med til at stifte tænketanken Progressivt Centrum, der dog hurtigt blev nedlagt igen. Han var opstillet til Folketinget for SF i Aalborg Østkredsen, men meldte sig ud i 2005 i protest mod Villy Søvndal. Han blev i stedet medlem af Socialdemokraterne.